# Iglesia católica en los Estados Unidos

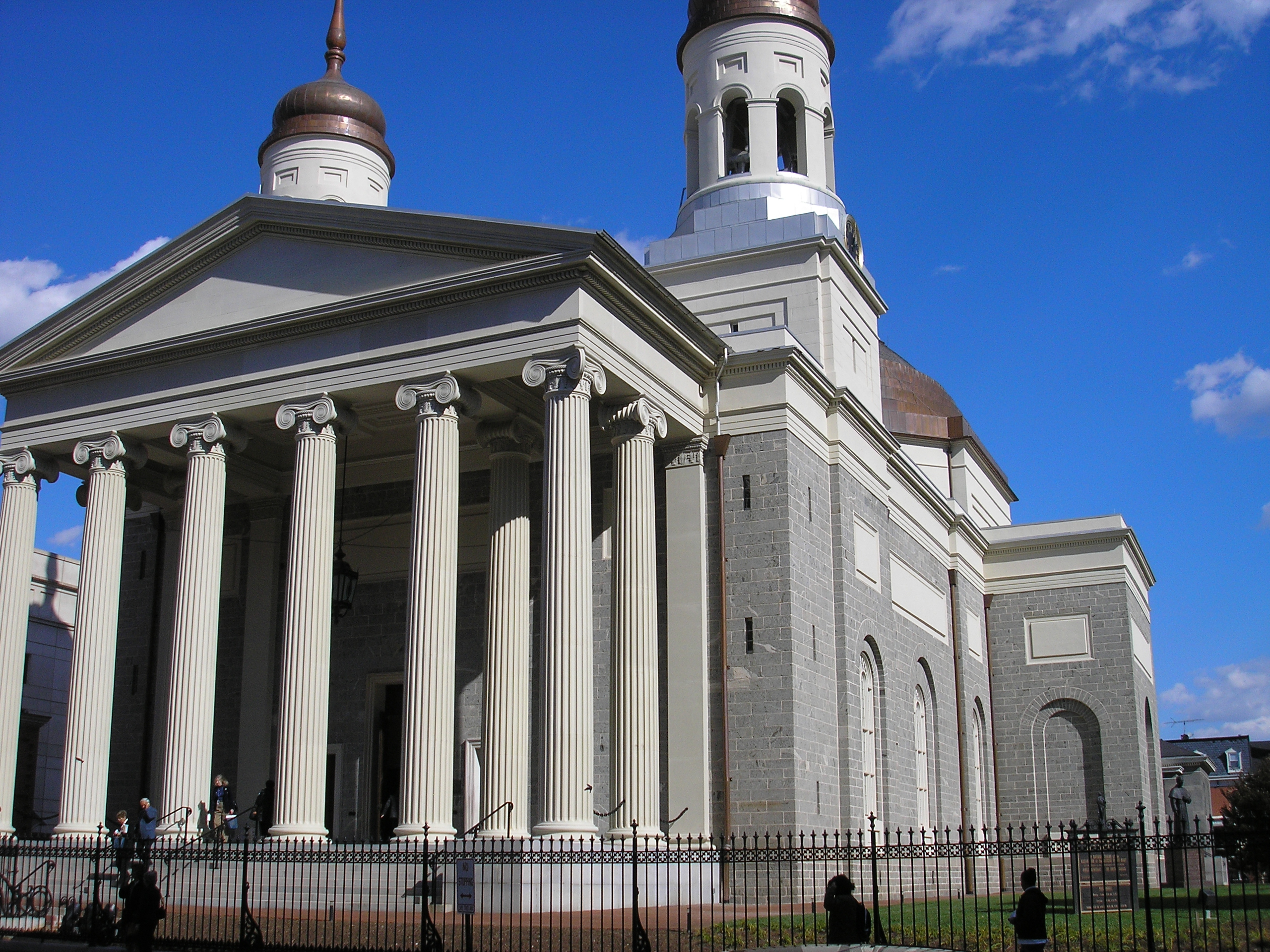
Basílica de Baltimore.

La Iglesia católica ha crecido considerablemente en la historia de Estados Unidos, de ser una pequeña minoría durante la época de las Trece Colonias a ser actualmente la segunda confesión cristiana más grande del país. Estados Unidos tiene la cuarta población más grande de católicos en el mundo, después de Brasil, México y Filipinas. La iglesia católica estadounidense, se ha convertido en la más grande confesión religiosa del país que ha visto aumentar su número de fieles a 68,5 millones de personas, es decir, un 0,57 % más que el año precedente. El reporte anual del Consejo de las Iglesias de Canadá y de Estados Unidos coloca en segundo lugar a la Convención Bautista del Sur que después de decenios de crecimiento ha registrado una disminución de 0,4 %. Sigue en tercer lugar, la Iglesia Metodista Unida con 7,8 millones de fieles, es decir, menos un 1 %. Otras iglesias protestantes tradicionales ocupan los últimos lugares como la iglesia Evangélica Luterana, con menos un 2 %, los presbiterianos, con menos 2,6 % y la iglesia episcopaliana (anglicana) con menos 2,5 %. En cuanto a las otras confesiones religiosas de inspiración cristiana cabe señalar que los Testigos de Jehová registraron un crecimiento del 4,37 %.
El cuerpo de mayor importancia en Estados Unidos es la Conferencia de Obispos Católicos de Estados Unidos, realizada por la jerarquía de obispos y arzobispos de Estados Unidos y de las Islas Vírgenes de Estados Unidos, manteniendo cada obispo su independencia en su propia diócesis, respondiendo solo ante la supremacía del papa.
El primado para los católicos en el país es el Arzobispo de la arquidiócesis de Baltimore, la cual es la primera diócesis de Estados Unidos, recibió la Prerrogativa de Lugar (Prerogative of Place) en la década de 1850, lo cual confiere a su arzobispo un cierto grado de liderazgo y responsabilidades otorgados a los primados de otros países.

## Historia

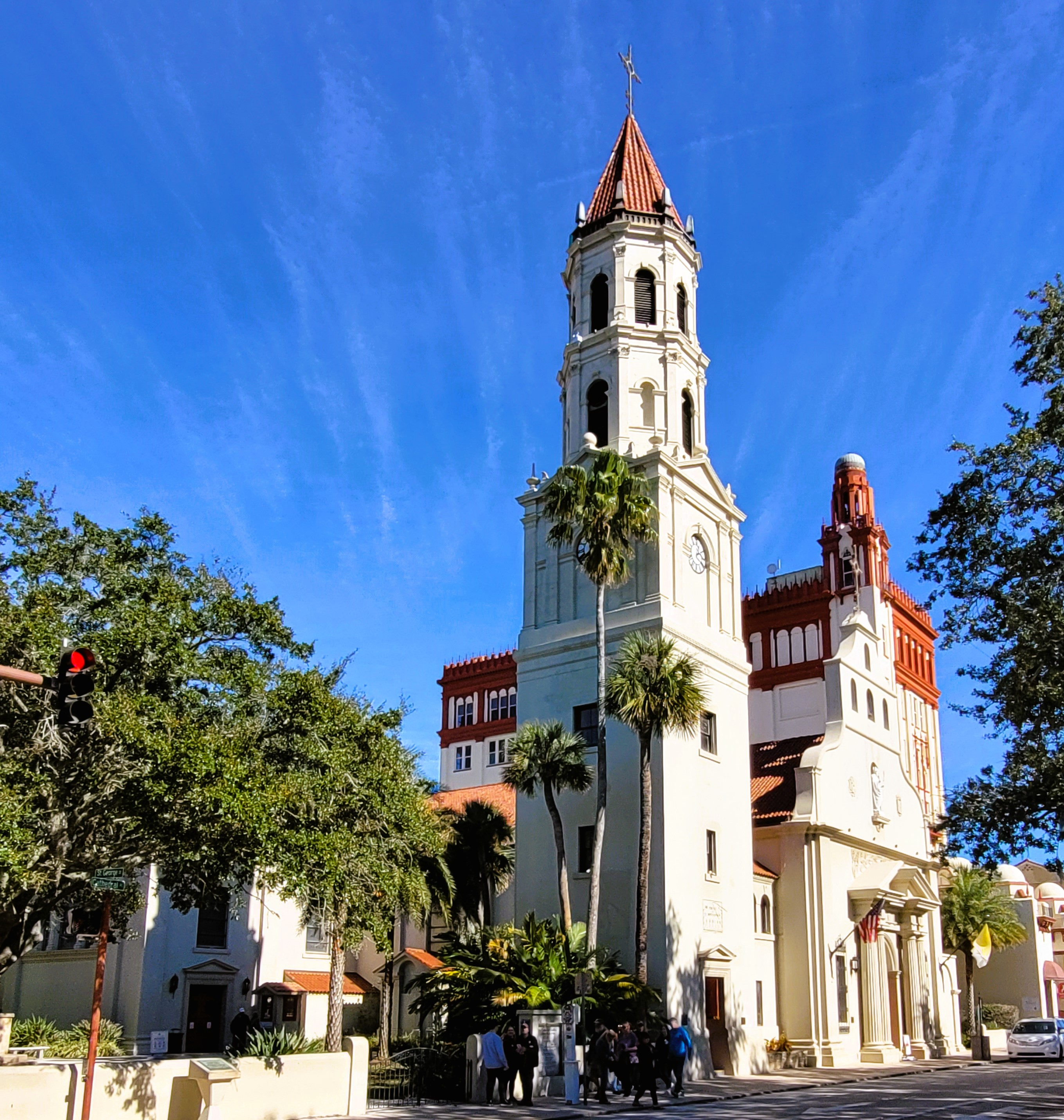
Catedral basílica de San Agustín (Florida), siglo XVIII

El catolicismo llegó a los territorios que hoy forman Estados Unidos antes de la Reforma protestante con los exploradores españoles que se establecieron en lo que hoy es Florida (1513) y el suroeste. El primer rito cristiano que se llevó a cabo en Estados Unidos fue una misa celebrada en San Agustín, Florida. La influencia de las misiones españolas en California (desde 1769 en adelante) forman una parte de la memoria y herencia de la zona.
En las colonias británicas el catolicismo fue introducido al establecerse Maryland en 1634. Esta colonia ofrecía un extraño ejemplo de tolerancia religiosa en una época intolerante, particularmente entre otras colonias británicas que exhibían un protestantismo militante. Sin embargo, al momento de la guerra de Independencia de Estados Unidos, los católicos conformaban menos del 1 % de la población de las Trece Colonias.
La fuente principal del catolicismo en Estados Unidos fue la numerosa inmigración de europeos durante el siglo XIX y XX. Este gran número de inmigrantes católicos provenían de Irlanda, el sur de Alemania, Italia, Polonia y de Europa Oriental. Otra inmigración cuantiosa de católicos llegó de los francocanadienses durante la primera mitad del siglo XIX, quienes se establecieron en Nueva Inglaterra. Desde entonces se han producido varios cambios en materia de conversiones, de grupos de católicos a la fe protestante y viceversa.
Los nuevos inmigrantes católicos que llegan a Estados Unidos provienen de Filipinas y América Latina, especialmente de México. Este multiculturalismo y diversidad ha impactado en gran medida al catolicismo en el país. Por ejemplo, muchas diócesis realizan misas tanto en inglés como en español. Así también, cuando se establecieron las primeras parroquias muchas iglesias fueron construidas para feligreses provenientes de una nación, como Irlanda, Alemania, Italia, etcétera. El desarrollo de la archidiócesis de Dubuque, las obras del obispo Mathias Loras y la construcción de la Catedral San Rapael en Dubuque ilustran este punto.
Algunos grupos anti-inmigraciones y movimientos nativistas, como los Know Nothing y el Ku Klux Klan, han sido anticatólicos. A través de la historia de Estados Unidos los católicos han sido perseguidos. Los prejuicios contra los católicos solo lograron aminorarse durante el período del primer presidente católico de Estados Unidos, John F. Kennedy. El Ku Klux Klan discriminaba a los católicos por su etnicidad irlandesa, italiana, polaca o española, y los protestantes trataban a los católicos como antiestadounidenses y papistas, incapaces de pensar libremente sin la aprobación del heredero de San Pedro. Esto se ha realizado para mantener a los católicos apartados de los estratos de poder debido también a su rápida asimilación de la cultura estadounidense. Fue durante esta época en que los protestantes dieron a los católicos sus sobrenombres peyorativos tales como "paddy", "mick", y "donkey" para los irlandeses o "guinea", "wop", y "dago" para los italianos.
Durante los últimos años del siglo XIX tuvo lugar el primer intento de estandarizar la disciplina de las iglesias estadounidenses, cuando se convocó al Concilio Plenario de Baltimore (Plenary Councils of Baltimore).
En mayo de 2025, fue elegido como papa de la Iglesia católica León XIV, originario de Chicago, convirtiéndose en el primer papa nacido en los Estados Unidos y en Norteamérica, además del primero perteneciente a la Orden de San Agustín.

## Estadísticas
Existen más de 19 000 parroquias en 195 diócesis o archidiócesis:
- 146 diócesis católicas latinas
- 2 arquidiócesis católicas orientales
- 15 diócesis católicas orientales

De acuerdo con estas estadísticas la Iglesia católica es la tercera denominación cristiana con más iglesias en los Estados Unidos, después de los bautistas del Sur y los metodistas. Sin embargo debido a que la parroquia promedio es de mayor envergadura que la de las otras denominaciones, hay alrededor de 2,5 veces más que las de bautistas sureños y casi 5 veces más que las metodistas.
La Iglesia tiene más de 30 000 sacerdotes diocesanos, y más de 15 000 sacerdotes ordenados en una orden específica; también más de 30 000 ministros, 13 000 diáconos, 75 000 hermanas y 5 600 hermanos.
Entre 2005 y 2015 el número de estudiantes en colegios católicos privados cayó en un 20 %, a menos de 2 000 000. Y en todo el país cerraron 1648 colegios católicos, casi uno de cada cinco existentes hace una década. En 1965 han cerrado. A mediados de los sesenta unos 4 500 000 estudiantes asistían a las escuelas católicas, a 2015 menos de dos millones. El número de monjas católicas que en 1965 era de 180 000 ha caído en un 60 % y su edad promedio ahora es de 68 años. El número de muchachos que estudian para ser miembros de las dos órdenes principales de educadores, los Jesuitas y los Hermanos Cristianos, ha bajado en un 90 % y en un 99 %, respectivamente.

Hay alrededor de 60 - 70 millones de personas que recibieron el sacramento del bautismo en la Iglesia católica, lo que supone alrededor del 26 % de la población de la nación. Actualmente la Iglesia católica en los Estados Unidos tiene 69 135 254 miembros según el Directorio Oficial de Católicos del 2006. Desde 2002, un censo, "Pew Research poll", demostró que cerca del 24 % de la población adulta se define como católica. Otras encuestas en años recientes generalmente estiman que los católicos están entre el 20 % y el 28 %. Los católicos estadounidenses están estimados en un 6 % de los miembros totales a nivel mundial de la Iglesia.
Un censo de "The Barna Group" en 2004 demostró que la etnicidad católica es del 60 % en blancos no hispanos (comúnmente llamados caucasoides), 31 % hispanos de cualquier raza, 4 % negros, y 5 % de otras etnias.
Autoidentificación religiosa en la población adulta de EE. UU. entre 1990 y 2001 
 Todos los cálculos después de adecuarlos debido a las negaciones a contestar, que pasaron de un 2,3 % en 1990 a 5,4 % en 2001.
|                                                                        | 1990   | 2001   | Cambio en % | Crecimiento numérico en términos de % |
| Total Cristianos (ya sean católicos u otras denominaciones cristianas) | 88,3 % | 79,8 % | -8,5 %      | +5,3 %                                |
| ---------------------------------------------------------------------- | ------ | ------ | ----------- | ------------------------------------- |
| Católicos                                                              | 26,8 % | 25,9 % | -0,9 %      | +10,6 %                               |
| Suma Total de iglesias Cristianas no católicas                         | 61,4 % | 54,0 % | -7,5 %      | +0,8 %                                |
| Baptistas                                                              | 19,8 % | 17,2 % | -2,6 %      | -0,4 %                                |
| Metodistas                                                             | 8,3 %  | 7,2 %  | -1,1 %      | -0,2 %                                |
| Cristiano - sin denominación comunicada                                | 4,7 %  | 7,2 %  | +2,5 %      | +75,3 %                               |
| Luteranos                                                              | 5,3 %  | 4,9 %  | -0,4 %      | +5,2 %                                |
| Presbiterianos                                                         | 2,9 %  | 2,8 %  | -0,1 %      | +12,3 %                               |
| Protestantes - sin denominación comunicada                             | 10,0 % | 2,4 %  | -7,7 %      | -73,0 %                               |
| Pentecostalistas/Carismáticos                                          | 1,9 %  | 2,2 %  | +0,4 %      | +38,1 %                               |
| Episcopalianos/Anglicanos                                              | 1.8 %  | 1.8 %  | --          | +13.4 %                               |
| Mormones                                                               | 1.5 %  | 1.4 %  | -0.1 %      | +12.1 %                               |
| Iglesias de Cristo                                                     | 1.0 %  | 1.3 %  | +0.3 %      | +46.6 %                               |
| Congregacional/Iglesia unida de Cristo                                 | 0.3 %  | 0.7 %  | +0.4 %      | +130.1 %                              |
| Testigos de Jehová                                                     | 0.8 %  | 0.7 %  | -0.1 %      | -3.6 %                                |
| Asambleas de Dios                                                      | 0.4 %  | 0.6 %  | +0.2 %      | +67.6 %                               |
| Evangélicos                                                            | 0.1 %  | 0.5 %  | +0.4 %      | +326.4 %                              |
| Iglesia de Dios                                                        | 0.3 %  | 0.5 %  | +0.2 %      | +77.8 %                               |
| Adventistas del Séptimo día                                            | 0.4 %  | 0.4 %  | --          | +8.4 %                                |
| Ortodoxos                                                              | 0.3 %  | 0.3 %  | --          | +28.5 %                               |
| Otros cristianos (menos de un 0.3 % cada una)                          | 1.6 %  | 1.9 %  | +0.3 %      | +40.2 %                               |
| Total de otras religiones                                              | 3.5 %  | 5.2 %  | +1.7 %      | +69.1 %                               |
| Judíos                                                                 | 1.8 %  | 1.4 %  | -0.4 %      | -9.8%                                 |
| Sin denominación                                                       | 0.1 %  | 1.3 %  | +1.2 %      | +1176.4 %                             |
| Musulmanes                                                             | 0.3 %  | 0.6 %  | +0.3 %      | +109.5 %                              |
| Budistas                                                               | 0.2 %  | 0.5 %  | +0.3 %      | +169.8 %                              |
| Hindúes                                                                | 0.1 %  | 0.4 %  | +0.3 %      | +237.4 %                              |
| Universalistas Unitarios                                               | 0.3 %  | 0.3 %  | --          | +25.3 %                               |
| Otros (menos de un 0.07 % cada una)                                    | 0.6 %  | 0.7 %  | +0.1 %      | +25.4 %                               |
| Sin Religión/Ateos/Agnósticos                                          | 8.4 %  | 15.0 % | +6.6 %      | +105.7 %                              |

## Catolicismo por Estado
| Ranking | Estado              | Porcentaje de católicos | Denominación mayoritaria   |
| ------- | ------------------- | ----------------------- | -------------------------- |
| 1       | Rhode Island        | 42                      | Catolicismo                |
| 2       | Massachusetts       | 34                      | Catolicismo                |
| 3       | Nuevo México        | 34                      | Catolicismo                |
| 4       | Nueva Jersey        | 34                      | Catolicismo                |
| 4       | Vermont             | 22                      | Catolicismo                |
| 6       | Nueva York          | 31                      | Catolicismo                |
| 7       | Nuevo Hampshire     | 26                      | Catolicismo                |
| 8       | California          | 28                      | Catolicismo                |
| 8       | Connecticut         | 33                      | Catolicismo                |
| 10      | Arizona             | 21                      | Catolicismo                |
| 11      | Illinois            | 28                      | Catolicismo                |
| 11      | Luisiana            | 26                      | Bautistas                  |
| 11      | Dakota del Norte    | 26                      | Luteranos                  |
| 14      | Texas               | 23                      | Catolicismo                |
| 14      | Wisconsin           | 25                      | Catolicismo                |
| 16      | Nebraska            | 23                      | Catolicismo                |
| 17      | Pensilvania         | 24                      | Catolicismo                |
| 18      | Florida             | 21                      | Catolicismo                |
| 19      | Maine               | 21                      | Catolicismo                |
| 19      | Minnesota           | 22                      | Catolicismo                |
| 19      | Dakota del Sur      | 20                      | Luteranos                  |
| 22      | Colorado            | 16                      | Catolicismo                |
| 22      | Hawái               | 20                      | Catolicismo                |
| 22      | Montana             | 17                      | Catolicismo                |
| 22      | Nevada              | 25                      | Catolicismo                |
| 26      | Iowa                | 18                      | Catolicismo                |
| 26      | Maryland            | 15                      | Catolicismo                |
| 26      | Míchigan            | 18                      | Catolicismo                |
| 29      | Washington          | 17                      | Catolicismo                |
| 30      | Indiana             | 18                      | Catolicismo                |
| 30      | Kansas              | 18                      | Catolicismo                |
| 30      | Misuri              | 16                      | Catolicismo                |
| 33      | Ohio                | 18                      | Catolicismo                |
| 34      | Wyoming             | 14                      | Catolicismo                |
| 35      | Idaho               | 10                      | Catolicismo                |
| 35      | Kentucky            | 10                      | Bautistas                  |
| 35      | Oregón              | 12                      | Catolicismo                |
| 38      | Virginia            | 12                      | Bautistas                  |
| 39      | Alabama             | 7                       | Bautistas                  |
| 40      | Delaware            | 22                      | Metodistas                 |
| 40      | Carolina del Norte  | 9                       | Bautistas                  |
| 42      | Georgia             | 9                       | Bautistas                  |
| 43      | Alaska              | 16                      | Bautistas                  |
| 43      | Arkansas            | 8                       | Bautistas                  |
| 43      | Oklahoma            | 8                       | Bautistas                  |
| 43      | Carolina del Sur    | 10                      | Bautistas                  |
| 43      | Tennessee           | 6                       | Bautistas                  |
| 43      | Utah                | 5                       | Santos de los Últimos Días |
| 49      | Misisipi            | 4 y 6                   | Bautistas                  |
| 49      | Virginia Occidental | 4 y 6                   | Bautistas                  |

### Por cantidad de católicos
| Ranking | Estado              | Cantidad de Católicos (est.) | N.º de diócesis/archidiócesis |
| ------- | ------------------- | ---------------------------- | ----------------------------- |
| 1       | California          | 11 516 360                   | 12                            |
| 2       | Nueva York          | 7 445 442                    | 8                             |
| 3       | Texas               | 6 047 027                    | 15                            |
| 4       | Illinois            | 3 849 591                    | 5                             |
| 5       | Pensilvania         | 3 315 884                    | 8                             |
| 6       | Nueva Jersey        | 3 225 632                    | 5                             |
| 7       | Massachusetts       | 2 984 076                    | 4                             |
| 8       | Florida             | 2 316 652                    | 7                             |
| 9       | Míchigan            | 2 285 842                    | 7                             |
| 10      | Ohio                | 2 157 097                    | 6                             |
| 11      | Arizona             | 1 590 496                    | 4                             |
| 12      | Wisconsin           | 1 555 466                    | 5                             |
| 13      | Luisiana            | 1 357 088                    | 6                             |
| 14      | Connecticut         | 1 333 044                    | 3                             |
| 15      | Washington          | 1 296 707                    | 3                             |
| 16      | Maryland            | 1 288 089                    | 2                             |
| 17      | Minnesota           | 1 229 870                    | 6                             |
| 18      | Indiana             | 1 216 097                    | 5                             |
| 19      | Misuri              | 1 119 042                    | 4                             |
| 20      | Virginia            | 1 059 445                    | 2                             |
| 21      | Colorado            | 1 032 303                    | 3                             |
| 22      | Nuevo México        | 745 809                      | 3                             |
| 23      | Rhode Island        | 679 275                      | 1                             |
| 24      | Iowa                | 673 055                      | 4                             |
| 25      | Kentucky            | 626 011                      | 4                             |
| 26      | Kansas              | 537 683                      | 4                             |
| 27      | Oregón              | 513 210                      | 2                             |
| 28      | Nebraska            | 479 154                      | 3                             |
| 29      | Nevada              | 477 182                      | 2                             |
| 30      | Georgia             | 957 126                      | 2                             |
| 31      | Nuevo Hampshire     | 327 353                      | 1                             |
| 32      | Carolina del Norte  | 319 492                      | 2                             |
| 33      | Hawái               | 290 769                      | 1                             |
| 34      | Maine               | 217 767                      | 1                             |
| 35      | Montana             | 216 526                      | 2                             |
| 36      | Idaho               | 194 093                      | 1                             |
| 37      | Dakota del Norte    | 192 660                      | 2                             |
| 38      | Dakota del Sur      | 188 711                      | 2                             |
| 39      | Tennessee           | 187 378                      | 3                             |
| 40      | Oklahoma            | 160 082                      | 2                             |
| 41      | Utah                | 156 322                      | 1                             |
| 42      | Carolina del Sur    | 152 413                      | 1                             |
| 43      | Vermont             | 149 154                      | 1                             |
| 44      | Alabama             | 140 365                      | 2                             |
| 45      | Misisipi            | 124 150                      | 2                             |
| 46      | Arkansas            | 106 051                      | 1                             |
| 47      | Wyoming             | 100 614                      | 1                             |
| 48      | Virginia Occidental | 90 417                       | 1                             |
| 49      | Delaware            | 78 360                       | 1                             |
| 50      | Alaska              | 43 885                       | 3                             |